# Юргелевичова, Ирена
Ирена Юргелевичо́ва (пол. Irena Jurgielewiczowa; 13 января 1903, Дзялошин — 25 мая 2003, Варшава, Польша) — польская писательница, автор книг для детей и молодёжи, педагог, преподаватель Свободного польского университета. Жена польского художника Мечислава Юргелевича.

## Биография
Закончила польскую филологию в Варшавском университете. В 1928 году Ирена Юргелевичова получила научную степень доктора филологии за диссертацию «Technika powieści Stefana Żeromskiego» (Техника повести Стефана Жеромского).
В 1933 году Ирена Юргелевичова дебютировала в журнале «Wiedza i Życie».
Во время немецкой оккупации преподавала в подпольных учебных заведениях. Была военнослужащей Армии крайовой. После Варшавского восстания Ирена Юргелевичова находилась в Германии немецком лагере Ламсдорф. В 1946 году возвратилась в Польшу.
С 1947 по 1950 года Ирена Юргелевичова преподавала в Варшавском университете. С 1950 по 1954 год была литературным директором в Государственном театре «Новая Варшава».
Скончалась 25 мая 2003 года в Варшаве.

## Творчество
В 1948 году начала издавать книги для детей. Первой детской книгой стала «Historia o czterech warszawskich pstroczkach». В 1957 году выпустила «O chłopcu, który szukał domu» (О мальчике, который искал дом). В 1958 году вышла книга «Kajtek, warszawski szpak» (Кайтек, варшавский воробей). В 1960 году издала детскую книгу «Jak jeden malarz chciał namalować szczęśliwego motyla».
Позднее Ирена Юргелевичова стала писать психологические повести для молодёжи: «Niespokojne godziny» (1964), «Wszystko inaczej» (1968), Inna? (1975), «Ważne i nieważne» (1971).
В 1964 году повесть «Ten obcy» была внесена в Почётный список имени Ганса Андерсона.

## Награды
- Орден Улыбки